# كروسندرة زغباء
كروسندرة زغباء (الاسم العلمي:Crossandra puberula) هي نوع من النباتات تتبع جنس الكروسندرة من الفصيلة الأقنتية.